# Lycodon tessellatus
Espèce
Statut de conservation UICN

 DD  : Données insuffisantes
Lycodon tessellatus est une espèce de serpent de la famille des Colubridae.

## Répartition
Cette espèce est endémique de Luçon aux Philippines.

## Publication originale
- Jan, 1863 : Elenco Sistematico degli Ofidi descriti e disegnati per l'Iconografia Generale. Milano, A. Lombardi, p. 1-143 (texte intégral).